# Olds (Alberta)

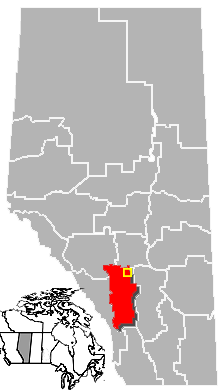
Localização de Olds em Alberta.

Olds é um município canadense localizado na província de Alberta, entre Calgary e Red Deer. Situa-se a 90 km ao norte de Calgary. Sua população, em 2005, era de 6.703 habitantes.